# Jerzy Kurkowski
Jerzy Lech Kurkowski (ur. 17 marca 1948 w Gliwicach, zm. 9 października 2004) – polski lekarz neurolog i urzędnik, doktor nauk medycznych, działacz NSZZ „Solidarność”, w 1991 podsekretarz stanu w Ministerstwie Zdrowia i Opieki Społecznej.

## Życiorys
W młodości uprawiał lekką atletykę i pływanie, został w tych dyscyplinach akademickim mistrzem Polski. Ukończył studia na Akademii Medycznej w Warszawie, specjalizował się w neurologii i został wykładowcą m.in. Śląskiej Akademii Medycznej, Akademii Ekonomicznej w Katowicach i Politechniki Śląskiej. Kształcił się podyplomowo na University of Kentucky i w Katowickiej Szkole Menedżerów. W 1995 obronił na Śląskiej Akademii Medycznej doktorat na podstawie pracy pt. Przemiana kwasu palmitynowego – 1-14C pod wpływem wybranych leków przeciwpadaczkowych u szczurów.
Pracował kolejno jako asystent w ZOZ Mikołów, kierownik Poradni Przeciwalkoholowej i ZLZ „Huty Łaziska” oraz w Centralnym Szpitalu Klinicznym Śląskiej Akademii Medycznej w Katowicach. W latach 80. działał w NSZZ „Solidarność”, został szefem Sekcji Zdrowia Regionu Śląsko-Dąbrowskiego i był delegatem na I Krajowy Zjazd Delegatów. W stanie wojennym został internowany, później działał w duszpasterstwie. Od 3 lipca do 3 grudnia 1991 pełnił funkcję podsekretarza stanu w Ministerstwie Zdrowia i Opieki Społecznej w rządzie Jana Krzysztofa Bieleckiego. Objął fotel dyrektora Wydziału Zdrowia w Urzędzie Wojewódzkim w Katowicach i lekarza wojewódzkiego. W 1997 został dyrektorem Centralnego Szpitala Klinicznego w Katowicach. Zmarł nagle na zawał serca, pochowano go na cmentarzu na katowickiej Ligocie.
Należał do władz Okręgowej i Naczelnej Rady Lekarskiej. Był redaktorem naczelnym „Gazety Szpitalnej” i członkiem kolegium „Gazety Lekarskiej”. W 2004 odznaczony Złotym Krzyżem Zasługi za zasługi w działalności na rzecz organizacji kombatanckich. Wyróżniano go w konkursie „Menedżer w Służbie Zdrowia”, a w 2004 zdobył dwa złote medale w pływaniu w mistrzostwach świata lekarzy. Opublikował trzy książki poświęcone bioetycznym i finansowym aspektom medycyny.